# Stepnói (Tijoretsk, Krasnodar)
Stepnói (del ruso: Степной) es un posiólok del raión de Tijoretsk del krai de Krasnodar, en Rusia. Está situado en las llanuras de Kubán-Priazov, 13 km al nordeste de Tijoretsk y 136 km al nordeste de Krasnodar, la capital del krai. Tenía 280 habitantes en 2010
Pertenece al municipio Krutoye.